# Bobor Lajos
Hajniki Bobor Lajos (Nagyszentmiklós, 1821 – Nagyszombat, 1888) orvos.
Nagyszentmiklósról származott, egyetlen kiadott munkája Pesten jelent meg:
Dissertatio inaug. medic. forensis de judicio medici forensis saepe dubio. Pestini, 1846